# Togoperla canilimbata
Togoperla canilimbata is een steenvlieg uit de familie borstelsteenvliegen (Perlidae). De wetenschappelijke naam van de soort is voor het eerst geldig gepubliceerd in 1909 door Günther Enderlein.